# Nico Cirasola
Domenico Cirasola (* 29. Mai 1951 in Gravina di Puglia, Provinz Bari; † 3. April 2023 in Rom) war ein italienischer Kulturschaffender und Filmregisseur.

## Leben
Cirasola arbeitete zehn Jahre lang im Kulturbetrieb, organisierte Ausstellungen und Festivals und war selbst als Kurzfilmer aktiv. 1987 inszenierte er L'altro figaro für das Fernsehen und wechselte zwei Jahre später zum Kinofilm. Seine anschließend in regelmäßigen Abständen entstandenen Filme sind erdverbundene, aber auch symbolhaltige und erzählfreudige Werke. In den nach eigenen Drehbüchern realisierten Filmen spielte er häufig selbst mit.
Sein 2009 entstandener Foccaccia blues wurde mehrfach prämiert.

## Schriften
Nico Cirasola (Hrsg.): Da Angelo Musco a Massimo Troisi. Il cinema comico meridionale. Edizioni Dedalo, Bari 1982, OCLC 614307443 (italienisch).

## Filmografie (Auswahl)
- 1989: Odore di pioggia
- 2009: Focaccia blues
- 2017: Rudy Valentino – Divo dei divi